# 糸満市立糸満南小学校
糸満市立糸満南小学校（いとまんしりつ いとまんみなみしょうがっこう）は、沖縄県糸満市潮崎町3丁目にある公立小学校。

## 概要
- 本校は、戦後のベビーブームによりマンモス校化した糸満小学校の分離校として開校した。

## 沿革
- 1957年（昭和32年）
  - 6月19日 - 糸満南小学校設立認可申請。
  - 7月1日 - 学校設立認可。
- 1958年（昭和33年）4月1日 - 糸満南小学校開校。
- 1962年（昭和37年）6月16日 - 創立5周年記念式典挙行。
- 1966年（昭和41年）9月1日 - 給食室完成により、給食実施。
- 1972年（昭和47年）5月15日 - 沖縄の本土復帰により、糸満市立糸満南小学校と改称。
- 1975年（昭和50年）7月23日 - 体育館竣工。
- 1979年（昭和54年）2月28日 - プール竣工。
- 1991年（平成3年）2月22日 - 「探求」の塔除幕式挙行。
- 1997年（平成9年）7月6日 - 創立40周年記念式典挙行。
- 2007年（平成19年）7月1日  - 創立50周年記念式典挙行。
- 2011年（平成23年）
  - 4月1日 - 潮崎町に新築移転。
  - 9月30日 - 「友情・希望・感謝の輪」水車を設置（製作:伊元武志校長）。
- 2017年（平成29年）
  - 10月1日 - 創立60周年記念大運動会開催。
  - 10月10日 - 老朽化に伴い新たに水車を設置（製作:伊元武志元校長）。
  - 11月26日 - 創立60周年記念学習発表会開催。
- 2018年（平成30年）2月9日 - 創立60周年記念式典挙行。
- 2019年（令和元年）8月26日 - 全館クーラー稼動開始。
- 2020年（令和2年）4月 - 高嶺小学校の一部学区を編入[2]。

## 通学区域と進学先中学校
出典

### 通学区域
- 字真栄里（336〜338番地、1362〜1492番地、2000〜2119番地、2123〜2183番地及び1860番地1号の真栄里団地）
- 字糸満（890〜1362番地、1413番地(1〜2号、5〜7号、9〜11号、17号以降)、1432〜1435番地、1481番地(1号を除く)、1482番地、1483番地(1〜9号、13号以降)、1484〜1510番地、1516〜1530番地、1532〜1588番地、1944〜2038番地、2076〜2227番地、2278〜2280番地、2425〜2432番地、2433番地(1〜8号)）
- 潮崎町（全域）

### 進学先中学校
- 糸満市立糸満中学校

## アクセス
- 琉球バス交通82系統玉泉洞糸満線で、「潮崎二丁目」停留所下車後、
  - 摩文仁・玉泉洞方面行のりばから、徒歩約590m・約9分。
  - 糸満バスターミナル行のりばから、徒歩約490m・約8分。
- 那覇バス446系統那覇糸満線で、終点糸満営業所停留所から、徒歩約510m・約8分。
- 東京バスハーレーエクスプレス/ウミカジテラスライナーで、「糸満市役所（構内）」停留所から、徒歩約655m・約10分（直線距離は約360mほどだが、道路形状の関係で遠回りとなる）。

## 周辺
- 糸満市立糸満南こども園 - 同一敷地内でかつ、進学前こども園。
- 糸満南小児科・内科診療所
- SeasideVillaItoman
- 県営真栄里団地
- 社会福祉法人るみえーるstarほいくえん - 進学前保育園
- 国道331号線
- タウンプラザかねひで真栄里店
- 糸満市立潮崎公園
- 糸満市立南浜公園
  - 公園管理棟
  - 潮崎ビーチ
  - 潮崎ビーチの干潟
  - 展望台東屋
  - 南浜公園野球場
  - 北バスケコート
- シャボン玉石鹸くくる糸満
- サンエー潮崎シティ
- 糸満協同診療所
- 糸満市役所
- 糸満市土地改良区合同事務所
- 那覇バス糸満営業所